# Конски антилопи
Конските антилопи (Hippotraginae), наричани още саблероги антилопи, са подсемейство едри Кухороги чифтокопитни. Представени са от 3 рода и 7 съвременни вида. Срещат се в Африка и на Арабския полуостров.

## Класификация
- семейство Bovidae -- Кухороги
  - подсемейство Hippotraginae -- Конски антилопи
    - род Addax -- антилопи адакс
      - Addax nasomaculatus -- Адакс

    - род Oryx -- орикси
      - Oryx dammah -- Саблерог орикс, саблерога антилопа
      - Oryx beisa -- Орикс бейза, източноафрикански орикс
      - Oryx gazella -- Орикс Гемсбок
      - Oryx leucoryx -- Бял орикс, арабски орикс

    - род Hippotragus -- конски антилопи
      - Hippotragus niger -- Черна антилопа
      - Hippotragus equinus -- Конска антилопа
      - † Hippotragus leucophaeus -- Синя конска антилопа (изчезнал вид)